# Вељко Андрејевић Кун
Вељко Андрејевић Кун (Београд, 25. јул 1877 — Београд, 8. март 1948) био је српски графичар и ксилограф. Стварао је у дрворезу, посебно за вишебојну штампу.

## Биографија
По завршетку четири разреда реалке у Београду, учио је ксилографију у Државној штампарији. Након две године отишао је у Будимпешту, а затим у Беч, па у Вроцлав и коначно у Берлин где добијао наруџбине за израду дрвореза за илустроване каталоге, научне књиге у вишебојној штампи.
По повратку из Берлина 1913, у Балканској улици у Београду је отворио штампарију. Током Првог светског рата је радио као графичар при Команди српске војске. Цртао је и антиратне карикатуре од којих су неке штампане и као разгледнице, због чега је био интерниран и боравио у аустријском логору Болдогасоњ (Frauenkirchen) до краја рата.
Сазнавши да ће се за израду новчаница ангажују позвати страни ксилографи, 1931. године је понудио своје услуге Заводу за израду новчаница. Једини је аутор динара у међуратном периоду, који је био гравер клишеа према приложеном цртежу других уметника.
Аутор је прве вишебојне новчанице од 50 динара с ликом Александра Првог Карађорђевића, издате 1. децембра 1931.
Као гравер новчаница је радио и за време Другог светског рата и аутор је новчанице од 500 српских динара.
Познати су и његови нацрти за поштанске марке. Израдио је серију за Дом ПТТ службеника из 1940. и марку „Прохор Пчињски” из 1945.
Син му је био Ђорђе Андрејевић Кун.